# Shravasti
Shravasti (IAST: Śrāvastī; Pali: Sāvatthī) war ein frühes buddhistisches Zentrum im heutigen Bundesstaat Uttar Pradesh im Norden Indiens. Heute gibt es einen etwa 3.000 Einwohner zählenden Ort und einen Distrikt gleichen Namens mit ca. 1,1 Millionen Einwohnern.

## Lage
Der heutige Ort Shravasti befindet sich in der nördlichen Ganges-Ebene ca. 2 km vom Südufer des Rapti und nur etwa 10 km von der nepalesischen Grenze entfernt in einer Höhe von rund 110 m. Die meisten Orte des frühen Buddhismus liegen ca. 150 km weiter östlich (z. B. Lumbini, Kapilavastu u. a.). Nur ca. 2 km östlich des Ortes befinden sich die Ruinen des ehemaligen Klosters Jetavana.

## Wirtschaft
Das äußerst fruchtbare und landwirtschaftlich intensiv genutzte Schwemmland der Ganges-Ebene bietet manchmal zwei Ernten im Jahr. Im Ort selbst haben sich Kleinhändler, Handwerker und diverse kleinere Dienstleistungsunternehmen angesiedelt. Trotz zahlreicher Pilger aus allen Ländern Asiens spielt der Tourismus nur eine untergeordnete Rolle im Wirtschaftsleben.

## Geschichte
Shravasti war um die Mitte des 1. Jahrtausends v. Chr. die Hauptstadt des Kleinkönigreichs von Kosala und zählte angeblich weit über 100.000 Einwohner. Zu dieser Zeit gab es bereits mehrere buddhistische Klöster in der näheren Umgebung, in denen der Erleuchtete (Buddha) auf seinen ausgiebigen Wanderungen durch den Norden Indiens über 20 Mal Station machte und die Mönche in seiner Lehre unterwies. Meist verbrachte er die alljährlich wiederkehrende Regenzeit (Monsun) hier und die Mönche hatten genug Muße seine Reden auswendig zu lernen; auf diese Weise schufen sie die Grundlage für die Nikayas des Pali-Kanon. Später verlor die Stadt, nicht aber die fruchtbare Region Avadh (englisch: Oudh), ihre Bedeutung. Im Jahr 1280 wird ein Subahdar des Sultanats von Delhi eingesetzt; die Moguln setzten im 16. und 17. Jahrhundert diese Tradition fort, aus denen sich die quasi unabhängige Dynastie der Nawabs von Oudh entwickelte. Von 1858 bis zur Unabhängigkeit Indiens (1947) gehörte die Region offiziell zu Britisch-Indien.

## Sehenswürdigkeiten
Im Park des ehemaligen Klosters Jetavana finden sich mehrere Klosterruinen und Stümpfe von Votivstupas. Auch ein alter Bodhi-Baum steht hier. Ein kleiner von Mauern gerahmter Platz markiert den angeblichen Standort von Buddhas Hütte (mulagandhakuti). Zur Versorgung mit Trinkwasser dienten mehrere Tempelteiche. Am Rand der Zone von Jetavana haben mehrere buddhistische Gemeinschaften Asiens Klöster im Baustil ihrer Länder errichtet. Eine ca. 25 m hohe vergoldete Buddha-Statue auf einem Tempelunterbau überragt alles.

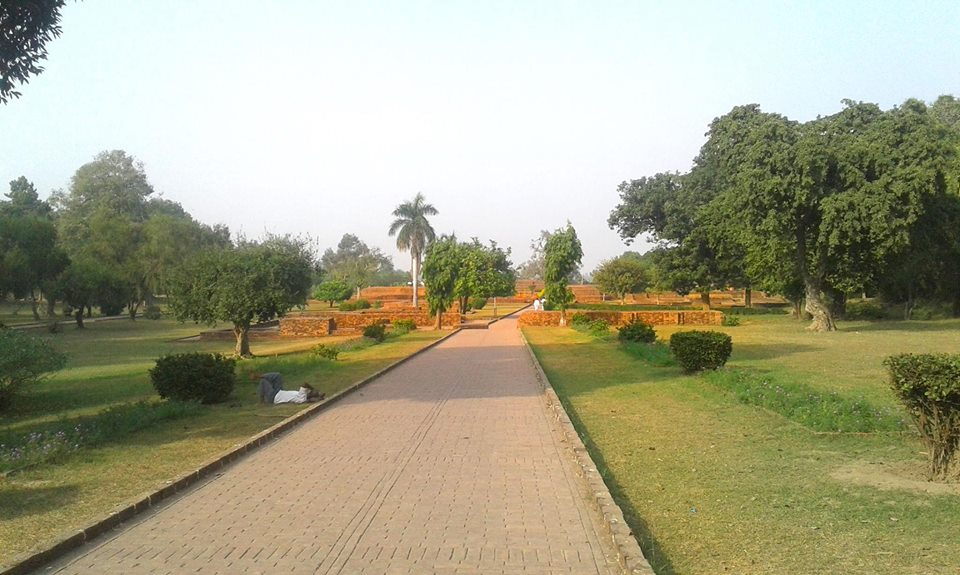
Ruinen im Buddha-Park
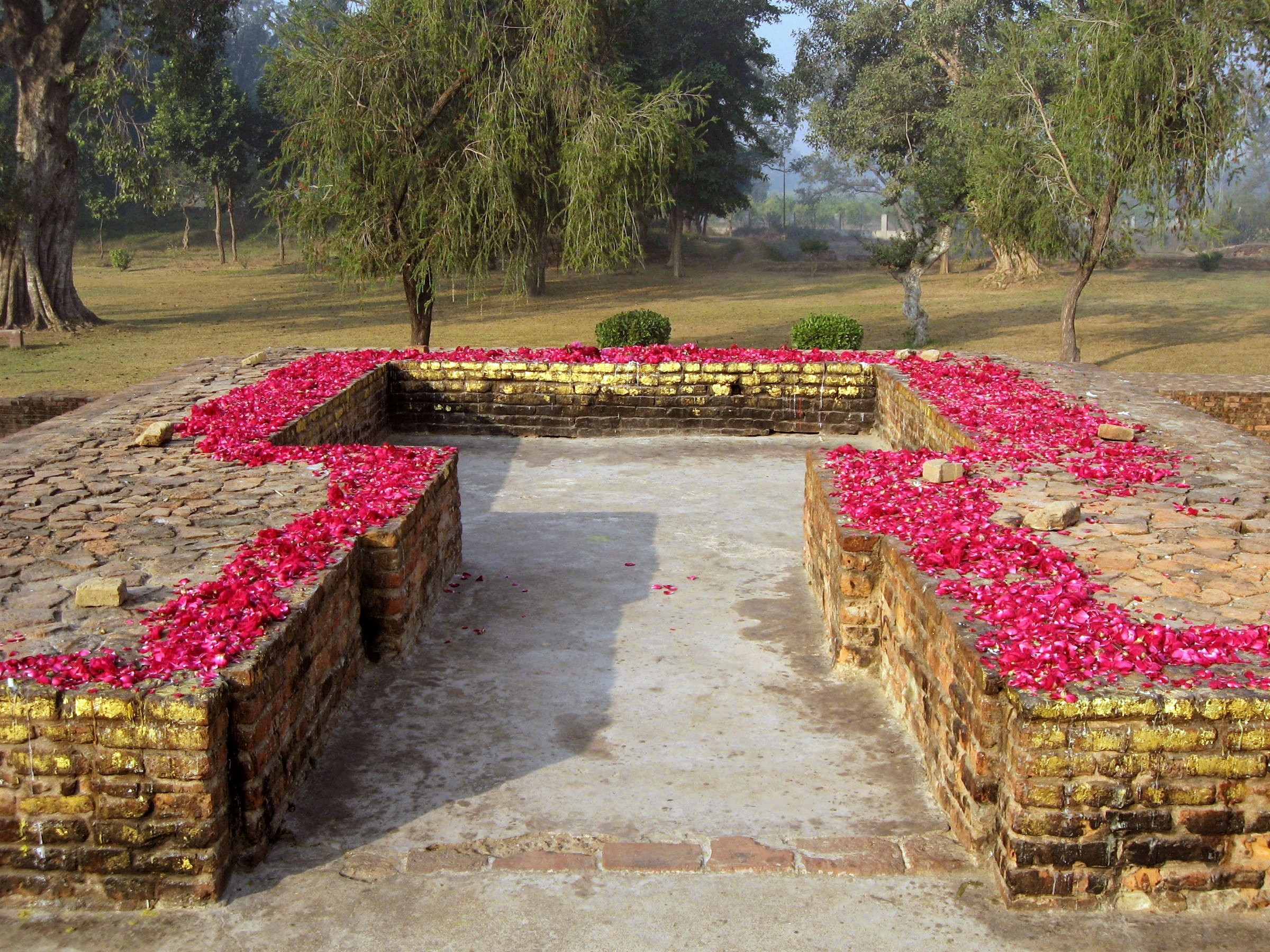
Mulagandhakuti
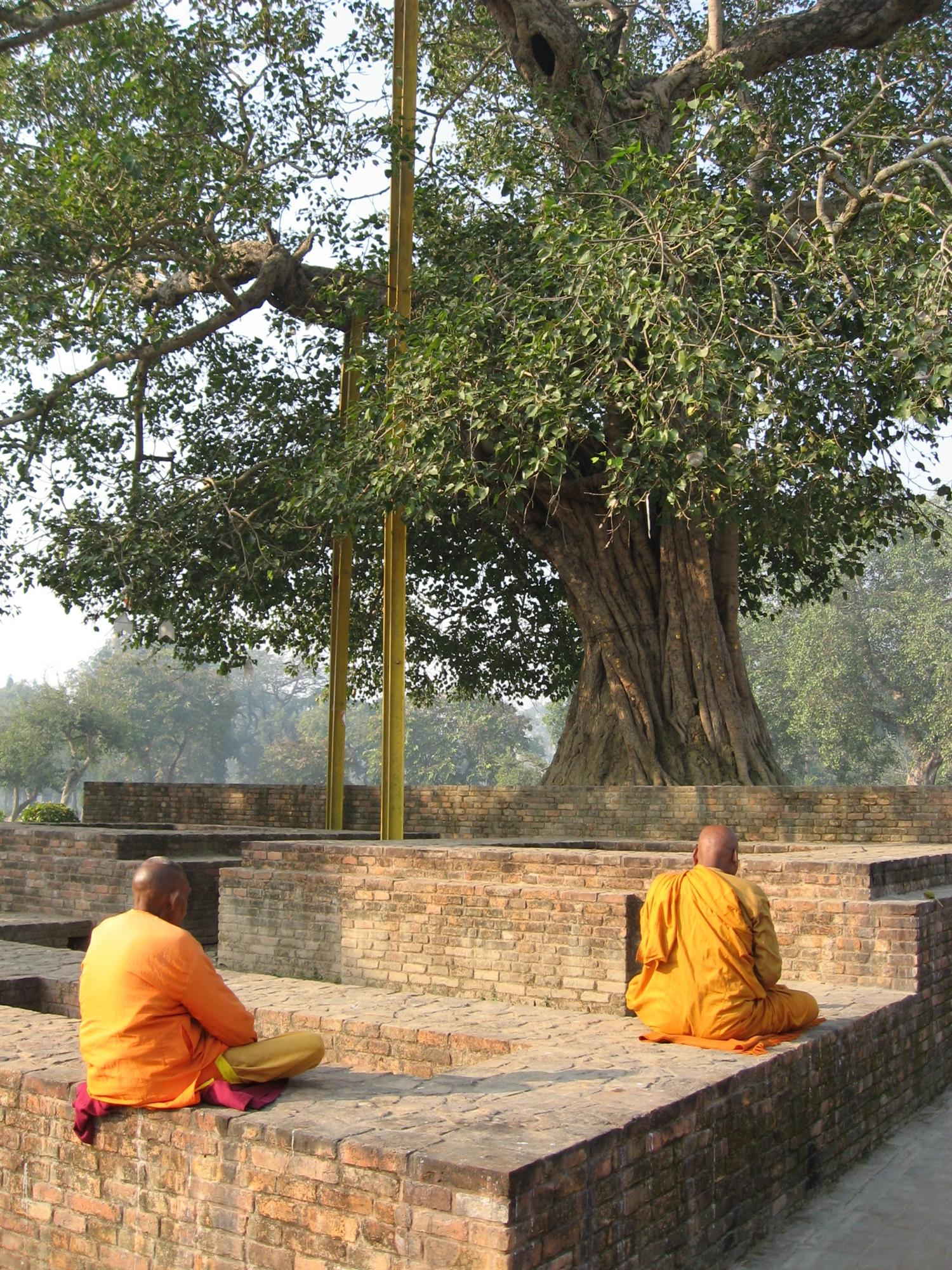
Bodhi-Baum
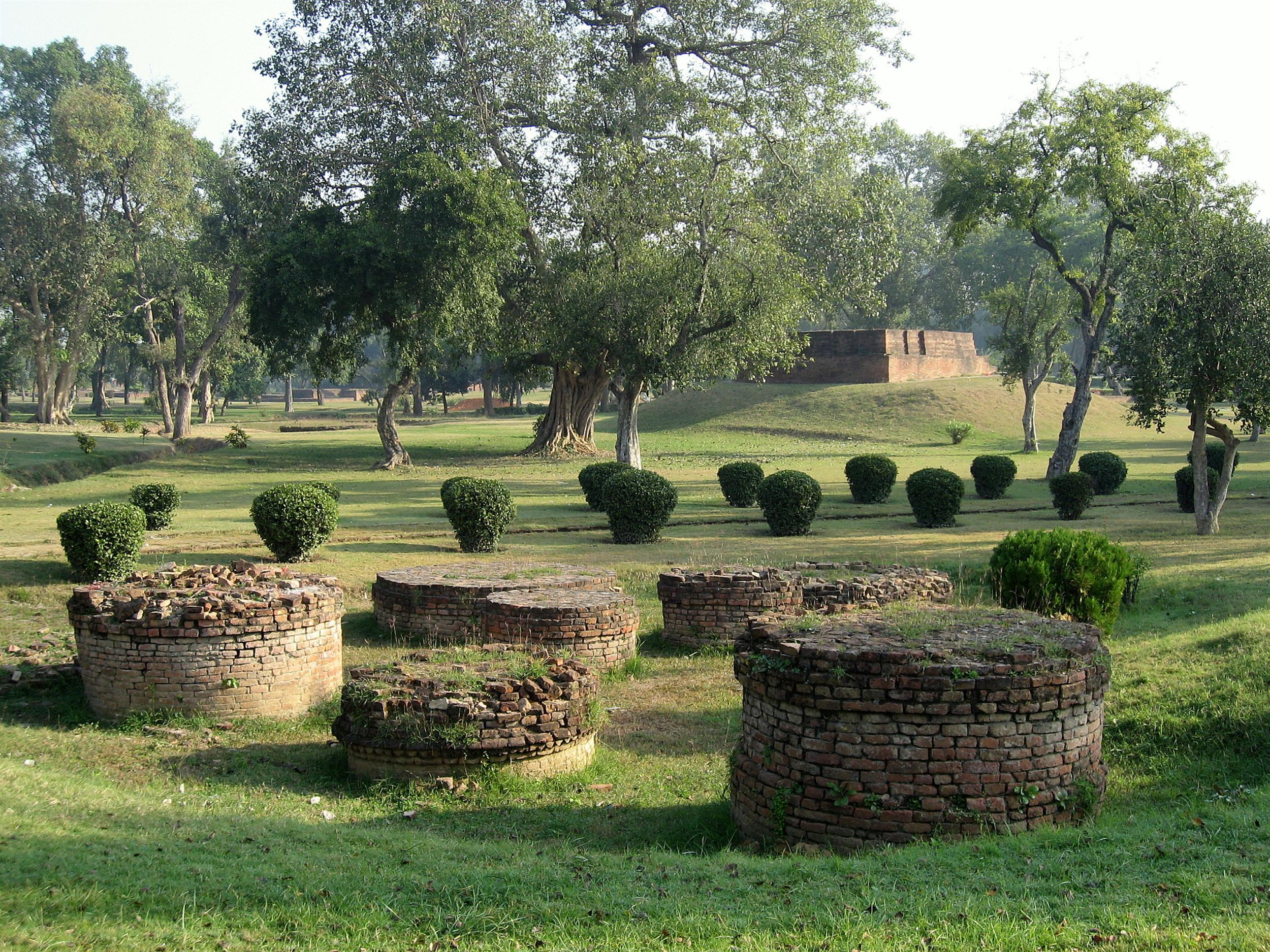
Stupa-Sockel
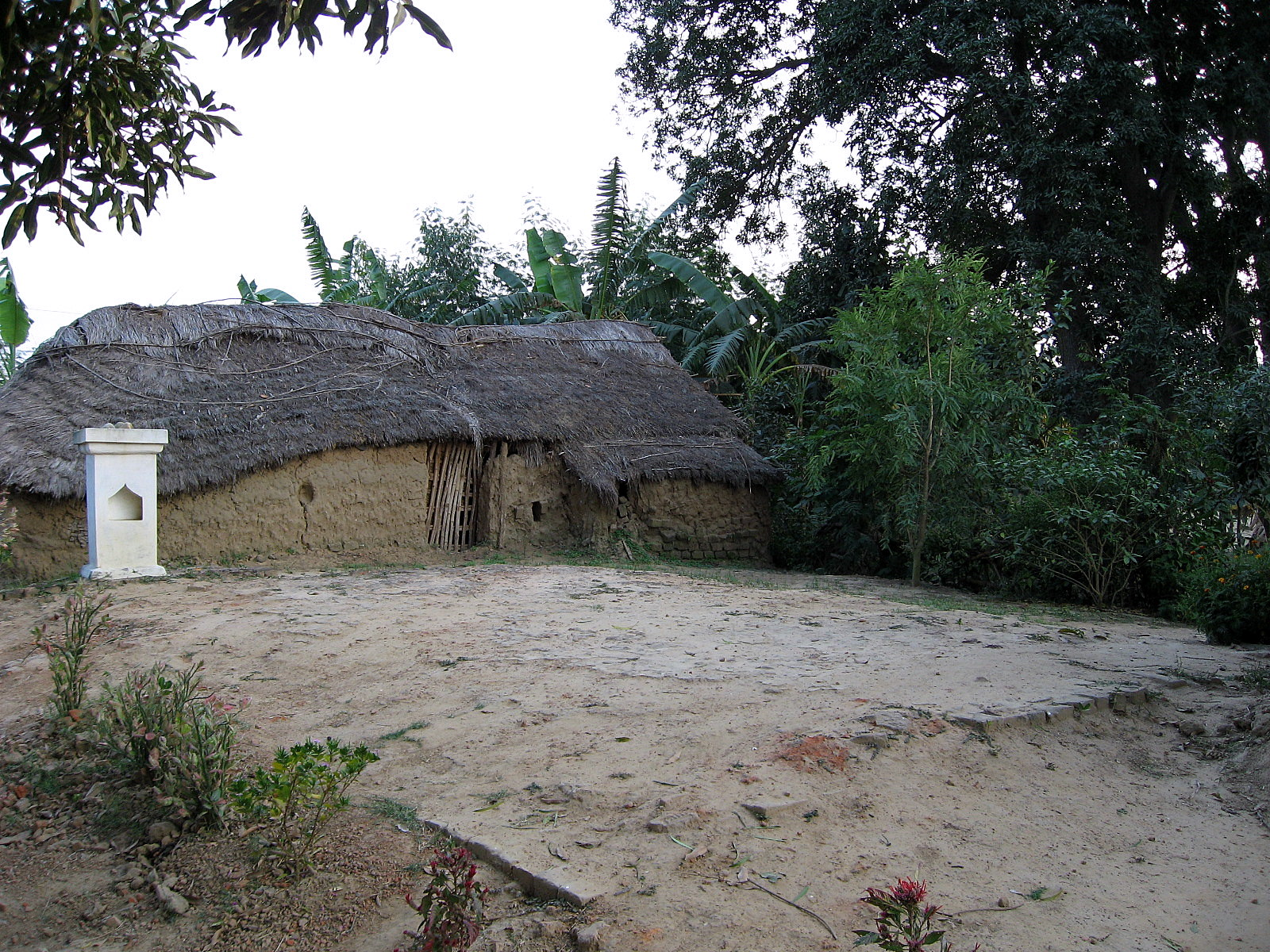
Lehmhütte bei der Visakha-Stupa
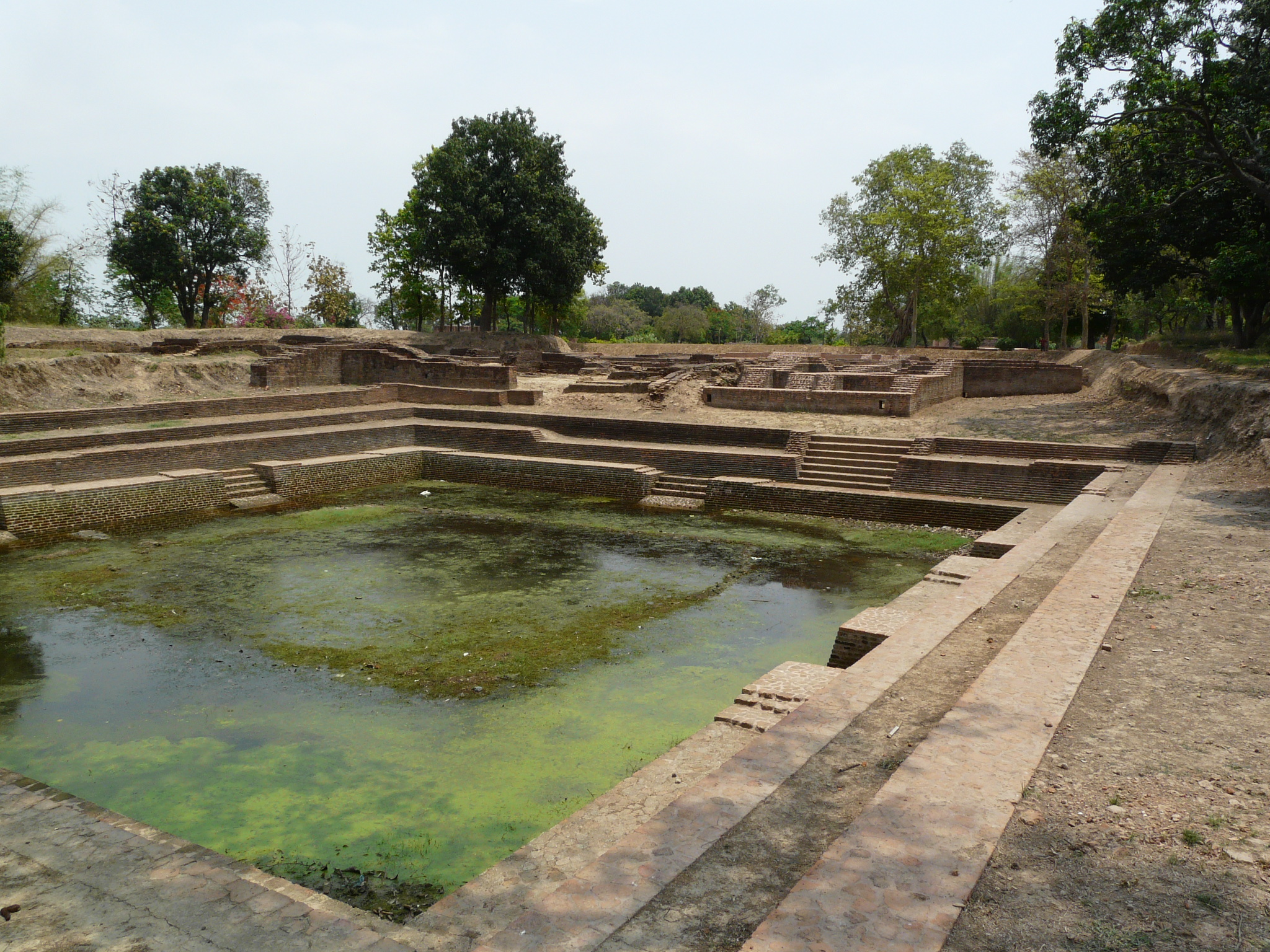
Tempelteich